# Dorfkirche Warnitz

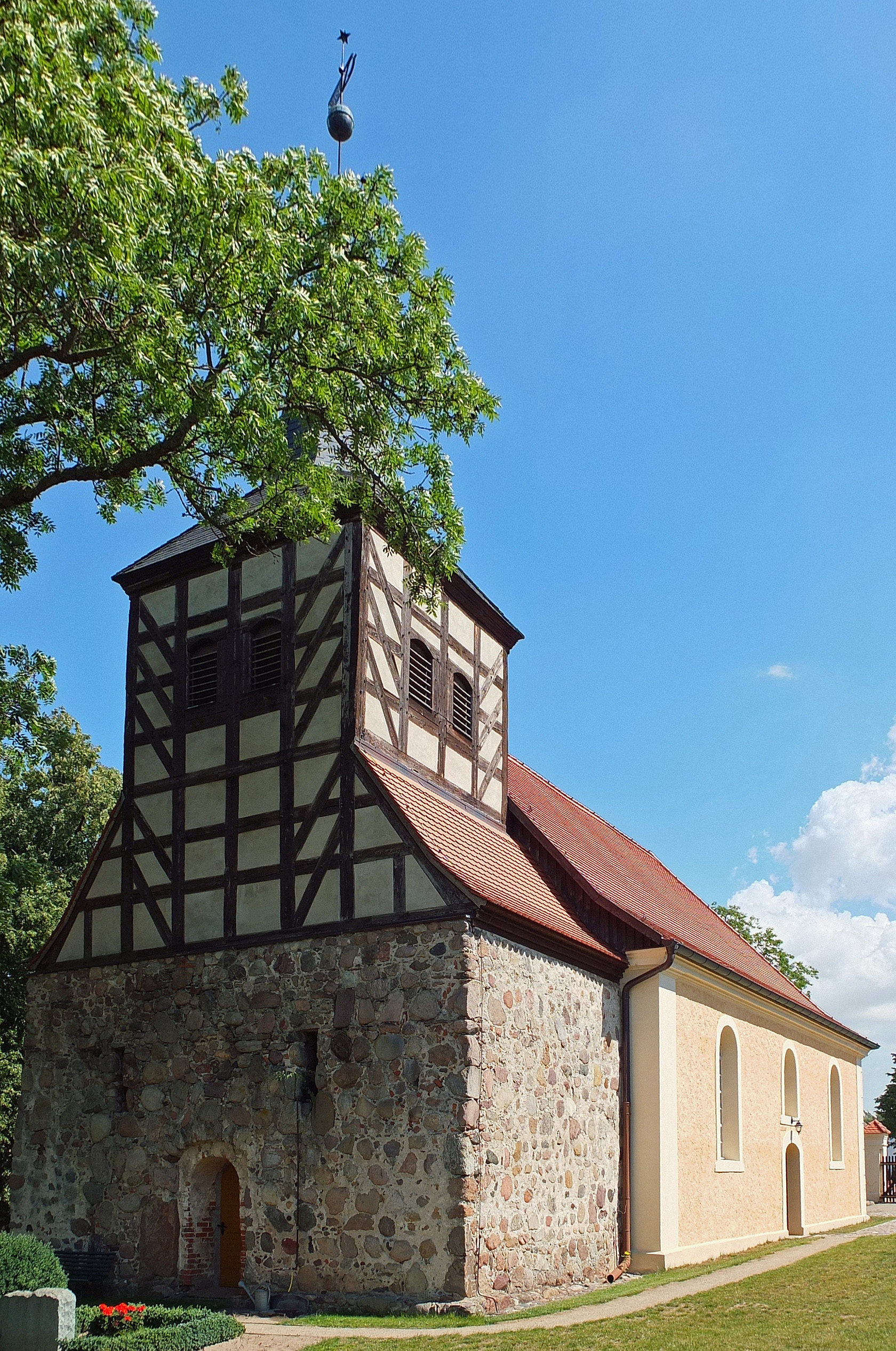
Dorfkirche Warnitz

Die evangelische, denkmalgeschützte Dorfkirche Warnitz steht in Warnitz, einem Ortsteil der Gemeinde Oberuckersee im Landkreis Uckermark von Brandenburg. Die Kirche gehört zur Kirchengemeinde Potzlow-Lindenhagen im Kirchenkreis Uckermark der Evangelischen Kirche Berlin-Brandenburg-schlesische Oberlausitz.

## Beschreibung
Die Feldsteinkirche wurde im Kern im 14. Jahrhundert errichtet und 1738 umgebaut. Vom Ursprungsbauwerk blieb nur das Erdgeschoss unter dem Kirchturm im Westen des erneuerten, verputzten Langhauses erhalten. Dem Erdgeschoss des Kirchturms wurde ein Geschoss aus Holzfachwerk aufgesetzt, das mit einem achtseitigen, schiefergedeckten Knickhelm bedeckt ist. Hinter den als Biforien gestalteten Klangarkaden in den Gefachen beherbergt es den Glockenstuhl. Die Orgel auf der Empore im Westen hat 1879 Albert Lang gebaut.